# 蔡拉恩
蔡拉恩是德国巴伐利亚州的一个市镇。总面积28.91平方公里，总人口2174人，其中男性1126人，女性1048人（2011年12月31日），人口密度75人/平方公里。